# Nate Bump
Nathan Louis Bump, mais conhecido como Nate Bump, é um jogador profissional de beisebol norte-americano.

## Carreira
Nate Bump foi campeão da World Series 2003 jogando pelo Florida Marlins. Na série de partidas decisiva, a sua equipe venceu o New York Yankees por 4 jogos a 2.